# Great Eastern Highway Bypass
Der Great Eastern Highway Bypass ist eine vierspurige Stadtautobahn in Perth im Südwesten des australischen Bundesstaates Western Australia. Sie verbindet den Great Eastern Highway in Ascot (zwischen Flughafen Perth und Swan River) mit dem Roe Highway in Hazelmere.
Zusammen mit dem anschließenden Abschnitt des Roe Highway bildet er eine Umgehung der historischen Vororte Guildford und Midland im Nordosten von Perth, durch die der Great Eastern Highway weiterhin führt.
Der Bypass des Great Eastern Highway in Northam wurde ebenfalls ‘’Great Eastern Highway Bypass’’ genannt.

## Geschichte
Der Bypass wurde am 14. Mai 1988 eröffnet und sollte ursprünglich zu einem Teil des geplanten Swan River Highway und Redcliffe-Bushmead Highway werden.

## Anschlüsse
| Great Eastern Highway Bypass                                             |                                |                            |                                                                              |
| Ausfahrten Richtung Osten                                                | Entfernung nach Hazelmere (km) | Entfernung nach Ascot (km) | Ausfahrten Richtung Westen                                                   |
| Beginn Great Eastern Highway Bypass from Great Eastern Highway (Südwest) | 5.5                            | -                          | Ende Great Eastern Highway Bypass weiter als Great Eastern Highway (Südwest) |
| Guildford (Perth), Swan Valley Great Eastern Highway (Nordost)           | 5.5                            | -                          | Guildford (Perth), Swan Valley Great Eastern Highway (Nordost)               |
| South Guildford (Perth), Kalamunda Kalamunda Road                        | 3.9                            | 1.6                        | Kalamunda, South Guildford (Perth) Kalamunda Road                            |
| Forrestfield (Perth), Kewdale (Perth) Abernethy Road                     | 1.2                            | 4.3                        | Flughafen Perth, Forrestfield (Perth), Kewdale (Perth) Abernethy Road        |
| Hazelmere (Perth), High Wycombe (Perth) Stirling Crescent                | 0.6                            | 4.9                        | High Wycombe (Perth), Hazelmere (Perth) Stirling Crescent                    |
| Ende Great Eastern Highway Bypass                                        | -                              | 5.5                        | Beginn Great Eastern Highway Bypass                                          |
| Midland (Perth), Armadale Roe Highway (Nord) & (Süd)                     |                                |                            |                                                                              |

## Quelle
- Steve Parish: Australian Touring Atlas. Steve Parish Publishing, Archerfield QLD 2007, ISBN 978-1-74193-232-4, S. 77 (englisch).